# Toàn hoàng hậu (Tống Độ Tông)
Toàn Hoàng hậu (全皇后; 1241 - 1309), là nguyên phối Hoàng hậu của Tống Độ Tông Triệu Mạnh Khải và là sinh mẫu của Tống Cung Đế Triệu Hiển.

## Tiểu sử
Toàn Hoàng hậu có họ Toàn (全氏), nguyên quán ở Cối Kê, cha là Toàn Chiêu Tôn (全昭孙), là tri phủ Ngạc Châu, thành hôn với Tống Độ Tông năm 1261. Sau khi Tống Độ Tông đăng cơ đã sắc phong cho bà làm Hoàng hậu. Toàn Hoàng hậu sinh hạ được 2 Hoàng tử là Triệu Thư (趙舒) chết non và Triệu Hiển (趙显) tức Tống Cung Đế. Sử sách không ghi chép nhiều về bà trong thời gian trị vì của Tống Độ Tông. Tống Độ Tông là người ham hưởng lạc, mọi việc trong triều đều giao cho Giả Tự Đạo, nhà Tống càng ngày càng suy yếu.
Tháng 8 năm 1274, Tống Độ Tông băng hà, Tống Cung Đế nối ngôi, Toàn Hoàng hậu được tôn làm Hoàng thái hậu, Thọ Hòa Hoàng thái hậu, nguyên phối của Tống Lý Tông, dưỡng mẫu của Tống Độ Tông được tôn làm Thái hoàng thái hậu, nắm quyền nhiếp chính, Giả Tự Đạo vẫn tiếp tục lộng hành trong triều. Khi quân Mông tiến tới kinh thành, Tân đế theo Toàn Thái hậu và Thọ Hòa Thái hoàng thái hậu cùng toàn bộ hoàng thất nhà Tống chạy trốn về phương Nam.
Tháng 2 năm 1276, Thọ Hòa Thái hoàng thái hậu dẫn Hoàng đế 5 tuổi đầu hàng quân Mông cùng với Toàn Thái hậu và các phi tần, công chúa khác trong cung. Tất cả đều bị phế hết tước vị nhưng vẫn được cho phép ở lại Bắc Kinh và được miễn thuế.
Sau khi Thọ Hòa Thái hoàng thái hậu mất, Toàn Thái hậu xuất gia và tu tại một ni viện ở Bắc Kinh cho đến khi qua đời.

## Hậu duệ
1. Triệu Thư (趙舒; 1264), chết non.
2. Tống Cung Đế Triệu Hiển (趙显; 2 tháng 11, 1271 - tháng 5, 1323).